# La selección
La selección (L'équipe de rêve) est une telenovela colombienne créée et diffusée sur Caracol Televisión en 2013-2014.
La première saison a été diffusée entre le 3 juillet 2013 et le 25 octobre 2013.
La deuxième saison a été diffusée entre le 28 avril 2014 et le 1er août 2014.
Elle est diffusée en Afrique sur A+ depuis le 18 juin 2018 et elle est diffusée en France d'outre-mer sur ViàATV depuis le 10 septembre 2018.

## Synopsis
En hommage à la vie et au travail des joueurs, Faustino Asprilla, Carlos El Pibe "Valderrama, René Higuita, Freddy Rincón et Ivan René Valenciano. Cette production met l'accent sur leurs vies, leurs amours, leurs familles, toute la passion qui les maintient en tant que héros du sport et qui suscite encore les émotions les plus intenses dans toutes les générations qui vibrent encore avec leurs gloires passées et présentes. On découvre au fil du temps toutes les situations qu'ont dû passer les joueurs de l'équipe Colombienne au cours de leur classement et participation ultérieure à la Coupe du monde de football de 1994 et 1998.

## Personnages principaux
| Acteur                    | Personnage                  | Description |
| Omar Murillo              | Faustino "El Tino" Asprilla | Le ténébreux brun de Tuluá, depuis son enfance, il se caractérise par ses longues jambes qui lui permettent de courir vite, avec une grande agilité pour sauter et éviter les obstacles. Le destin lui a réservé le chemin de la gloire en devenant un joueur talentueux et qualifié. Il est connu sous le surnom de "La Gacela". En 1993, il est la grande figure de Parma en Italie, qui avec un but de coup franc fait 53 courses sans défaite contre Milan. Le 5 septembre de la même année, quelques minutes avant le match contre l’Argentine en phase de qualification pour la Coupe du Monde USA '94, "El Tino" arrive sur la scène du Monumental Stadium et prend la parole à la tribune, il siffle et insulte à rage, et avec ses doigts, annonce qu'il marquera deux buts. Bien sûr, il tient sa promesse.                                         |
| John Alex Castillo        | René Higuita                | Ils l'ont surnommé "El Loco" à cause de ces sorties risquées de l'arche, ce qui l'a également amené à être le créateur du poste de "gardien de but Libero". Adolescent, il rencontre Magnolia Echeverry, une voisine du quartier de Castilla à Medellín. René la considère comme la femme de sa vie et elle lui correspond, mais cet amour devra affronter des centaines d'admirateurs, les concentrations exigeantes avec son club et le onzième national. En 1993, la sélection est prête à disputer le match de qualification à la Coupe du monde de 1994, mais René ne peut pas faire partie de la masse salariale puisqu'il est arrêté et emprisonné pour avoir servi de médiateur à la libération d'une jeune fille enlevée par Pablo Escobar. Le 5 septembre de la même année, Higuita voit le match Colombie-Argentine de la prison modèle nationale. |
| Édgar Vittorino           | Carlos "El Pibe" Valderrama | "El Pibe" Valderrama, "Le parfum du football", comme l'appelait Francisco Maturana, devint rapidement le numéro 10 de l'équipe nationale colombienne. En 1989, après une longue rencontre, ses coéquipiers et lui font l'impossible : revenir à la Coupe du Monde après 28 ans. Le pays tout entier descend dans les rues pour célébrer, "El Mono" de Santa Marta et remplit la promesse faite à son père en devenant la première grande vente d'un Colombien au football en Europe. Quatre ans plus tard, Carlos répète l'exploit et après avoir été un grand pilote et protagoniste de la victoire historique 5-0 sur l'Argentine, il est choisi pour la deuxième fois de sa carrière en tant que meilleur joueur d'Amérique. |
| Antonio Jiménez           | Freddy Rincón               | Il a été baptisé par la presse de Bogota comme "El Coloso de Buenaventura". En 1986, il a la possibilité de jouer dans une équipe de la capitale et dit alors au revoir à sa petite amie, Caridad et la carrière de génie chimique opère vite. Il quitte son humble maison en portant sa seule paire de Guayos et la promesse que lui fait Dona Rufina, sa mère, « Je serai joueur de l'équipe Colombie et cette maison en bois que je vais changer pour une maison en béton que vous méritez. " Le dimanche matin, le 5 septembre 1993, dans sa chambre d'hôtel à Buenos Aires, Freddy Rincón, bastion incontesté dans l'entrejeu, appelle sa mère et promet qu'il va marquer contre l'Argentine, qui se réunit deux fois. |
| Rafael Santos Díaz        | Iván René Valenciano        | Il est le deuxième meilleur marqueur de l’histoire du football professionnel colombien avec 217 buts à son actif. |
| Jeymmy Paola Vargas Gómez | Clarisa Galván              | Elle est née à La Guajira et a une malice indigène, elle n'hésite pas à qualifier de "tours de sorcière". Et la femme a la capacité d'anticiper certaines choses et sait toujours quand son mari dit des mensonges. Clarisa est heureuse et bonne, a le goût de la vie simple, a eu une enfance pleine de difficultés et apprécie donc tout ce qu'elle reçoit. De plus, au-dessus du matériel, le plus important pour elle est le bien-être de ses enfants et la stabilité de sa famille. Elle est la petite amie de l'adolescence de Carlos Valderrama, intelligente, aimante, entreprenante, propriétaire d'une morale très définie et toujours là pour soutenir son mari en toutes choses. |
| Karent Hinestroza         | Caridad Murillo             | Sa beauté éblouissante et sa sensualité débordante ont percé Freddy dès qu’il l’a vue dans la galerie du stade, alors qu’il jouait à l’Atlético Buenaventura. Caridad est une femme fière et très capricieuse, peu habituée à exposer ses idées mais à les imposer. Bien qu'elle aime le football, elle le sent comme son plus grand rival dans sa relation avec Freddy. Elle est victime d'une mère manipulatrice qui vit en empoisonnant son cerveau et en provoquant des bagarres avec le footballeur. Elle est sujette aux crises de colère et quand elle le veut, elle peut rendre la vie de Freddy Rincón très heureuse. |
| Tatiana Arango            | Magnolia Echeverry          | Le grand amour de René Higuita. Une femme simple et humble, née et élevée dans une ville d'Antioquia. Magnolia présente toujours une maturité inhabituelle dès l'adolescence, éduquée sur le traitement, des principes fermes et définis, très concentrée et qui sait très bien ce qu'elle veut et où elle va. C'est ce que l'on pourrait appeler "une fille à montrer", avec toutes les vertus et la beauté stupéfiante qui ornent souvent un protagoniste de la telenovela, car c'est justement son histoire avec le gardien de but de la Colombie. |
| Eileen Moreno             | Carolina Méndez             | Elle est l’enfant gâté de M. Libardo Méndez, un constructeur prospère d’Antioquia. À 17 ans, elle doit voler des regards et sentir le centre d'attraction. Elle est belle et joyeuse, mais aussi rebelle et capricieuse. Elle sent qu'elle est née pour de grandes choses et veut toujours avoir le meilleur car c'est ce à quoi sa condition d'être un enfant unique l'a habituée. Don Libardo a de grands projets pour elle, il prévoit de l'envoyer étudier à l'étranger, mais Faustino Asprilla semble tout gâcher. La jeune femme tombe éperdument amoureuse du footballeur, ce qui fait que son père se déclare comme le pire ennemi de l’attaquant. |
| Emilia Ceballos           | Yadira Donado               | Barranquilla, âgée de 22 ans, attend son premier bébé. L'échographie a déjà annoncé qu'il sera un homme, il pense qu'il s'appellera Aldair et il est convaincu qu'il gagnera sa vie en jouant au football, comme le père : le bombardier Ivan René Valenciano. Yadira est chaleureuse, affectueuse et parfois obsédante et suffocante dans le sentiment qu'elle prodigue à son mari. Elle est aussi joyeuse, belle et très sexy. Les prétendants n’ont jamais manqué mais elle a donné son cœur et tous ses charmes au marqueur de l’équipe Tiburón de Barranquilla. Il y a un an, elle a accepté de l’épouser et elle se sent comme la femme la plus heureuse du monde. Mais comme il n'y a pas de bonheur complet, Yadira voit son bonheur s'effondrer après avoir appris l'existence de Viviana, la "petite amie" secrète du buteur de football colombien. |

## Distribution

### Rôles principaux
- Omar Murillo : Faustino "El Tino" Asprilla
- John Alex Castillo : René Higuita
- Édgar Vittorino : Carlos "El Pibe" Valderrama
- Antonio Jiménez : Freddy Rincón
- Rafael Santos Díaz : Iván René Valenciano
- Jeymmy Paola Vargas Gómez : Clarisa Galván
- Karent Hinestroza : Caridad Murillo
- Tatiana Arango : Magnolia Echeverry
- Eileen Moreno : Carolina Méndez
- Emilia Ceballos : Yadira Donado

### Rôles secondaires
(janvier 2025).
- Kepa Amuchastegui : Nick Jones
- Felix Antequera : Horacio Hasbun
- Xilena Aycardi : Paulina
- Julian Caicedo : Víctor Manuel Osorio «Caremonja»
- Rubi Quejada : Berta Asprilla
- Nina Caicedo : Nely
- Lina Castrillón : Leticia Estrada
- Amparo Condé : Marcela
- Carlos Congote : Magistrat de Valence
- Aurora Cossio : Viviana
- Helga Díaz : Gloria
- Daniella Donado : Daniela Castro
- Caterin Escobar : Diana
- Rosalba Goenaga : Maruja
- Camilo Guzmán : Lothar Matthäus
- Mary Herrera : Ángela Higuita
- Diego Landaeta : Leonel Álvarez
- Bárbaro Marín : Jaricho Valderrama
- Nicolás Montero : Luis Carlos Galán Sarmiento
- Luis Fernando Múnera : Libardo Méndez
- Silvio Plaza : Hernán Darío «El Bolillo» Gómez
- Alberto Pujol : Uriel Valenciano
- Juan Sebastián Quintero : Andrés Escobar
- Jefferson Quiñones : Miguel Rincón
- Ramsés Ramos : Francisco Maturana
- Federico Rivera : Bonilla aka Merengue
- Norberto Rivera : Julio
- Juan Carlos Arango : Jorge Luis Pinto
- Fernando Solórzano : Juan Manuel Bello
- Jennifer Steffens : Piété
- Cosetta Turque : Carla
- Diego Vásquez[réf. nécessaire] : « Nacho »
- Gonzalo Vivanco : Julio Avelino Comesaña
- Andrés Parra : Pablo Escobar
- Hermes Camelo : Leonardo Villegas
- Luis Felipe Cortés : Julian Pérez
- Juliana Gómez : Pilar Higuita

## Prix et nominations

### Premios TVyNovelas
| Année | Catégorie                       | Nomination                        | Résultat |
| 2014  | Meilleure série                 | Meilleure série                   | Nommée   |
| 2014  | Meilleur acteur principal       | Ómar Murillo                      | Nommé    |
| 2014  | Meilleur acteur de soutien      | Julián Caicedo                    | Nommé    |
| 2014  | Meilleure révélation de l'année | Edgar Vittorino                   | Nommé    |
| 2014  | Meilleur réalisateur            | Luis A. Restrepo et Ricardo Coral | Nommés   |
| 2014  | Meilleur écrivain               | César A. Betancour                | Nommé    |
| 2014  | Meilleur thème musical          | Sí sí Colombia, Sí sí Caribe      |          |

| Année | Catégorie                                 | Nomination   | Résultat |
| 2015  | Meilleur acteur de soutien dans une série | Omar Murillo | Nommé    |

### Premios India Catalina
| Année | Catégorie                                       | Nomination                                            | Résultat |
| 2014  | Meilleure série ou mini-série                   | Meilleure série ou mini-série                         | Gagnant  |
| 2014  | Meilleur réalisateur                            | Luis A. Restrepo et Ricardo Coral                     | Gagnants |
| 2014  | Meilleure histoire ou mini-séries originales    | César Betancour, Perla Ramírez et Juan Andrés Granado | Gagnants |
| 2014  | Meilleur acteur de premier plan                 | John Alex Castillo                                    | Nommé    |
| 2014  | Meilleur acteur de premier plan                 | Ómar Murillo                                          | Gagnant  |
| 2014  | Meilleur acteur antagoniste                     | Julián Caicedo                                        | Nommé    |
| 2014  | Meilleure actrice                               | Karent Hinestroza                                     | Nomméé   |
| 2014  | Meilleure actrice ou actrice de l'année         | Karent Hinestroza                                     | Gagnante |
| 2014  | Meilleure actrice ou actrice de l'année         | Antonio Jiménez                                       | Nommé    |
| 2014  | Ricardo Torres, Rafael Puentes et Freddy Castro | Nommés                                                |          |
| 2014  | Meilleure série ou mini-série                   | Diego Guarnizo et Germán Lizarralde                   | Gagnants |
| 2014  | Meilleure série ou édition de mini-série        | Jairo Franco                                          | Nommé    |

### Premios Talento Caracol
| Année | Catégorie                     | Nomination                    | Résultat |
| 2014  | Meilleure Telenovela ou Série | Meilleure Telenovela ou Série | Nommée   |
| 2014  | Meilleur acteur protagoniste  | Édgar Vittorino               | Nommé    |
| 2014  | Meilleur acteur de soutien    | Julián Caicedo                | Nommé    |

### Autres prix gagnés
- Meilleur nouvel acteur : Edgar Vittorino.
- Meilleure bande originale.